# Геурень (Яловенський район)
Геурень (рум. Găureni) — село в Яловенському районі Молдови. Входить до складу комуни, адміністративним центром якої є село Зимбрень.